# Tennis vid olympiska sommarspelen 2020

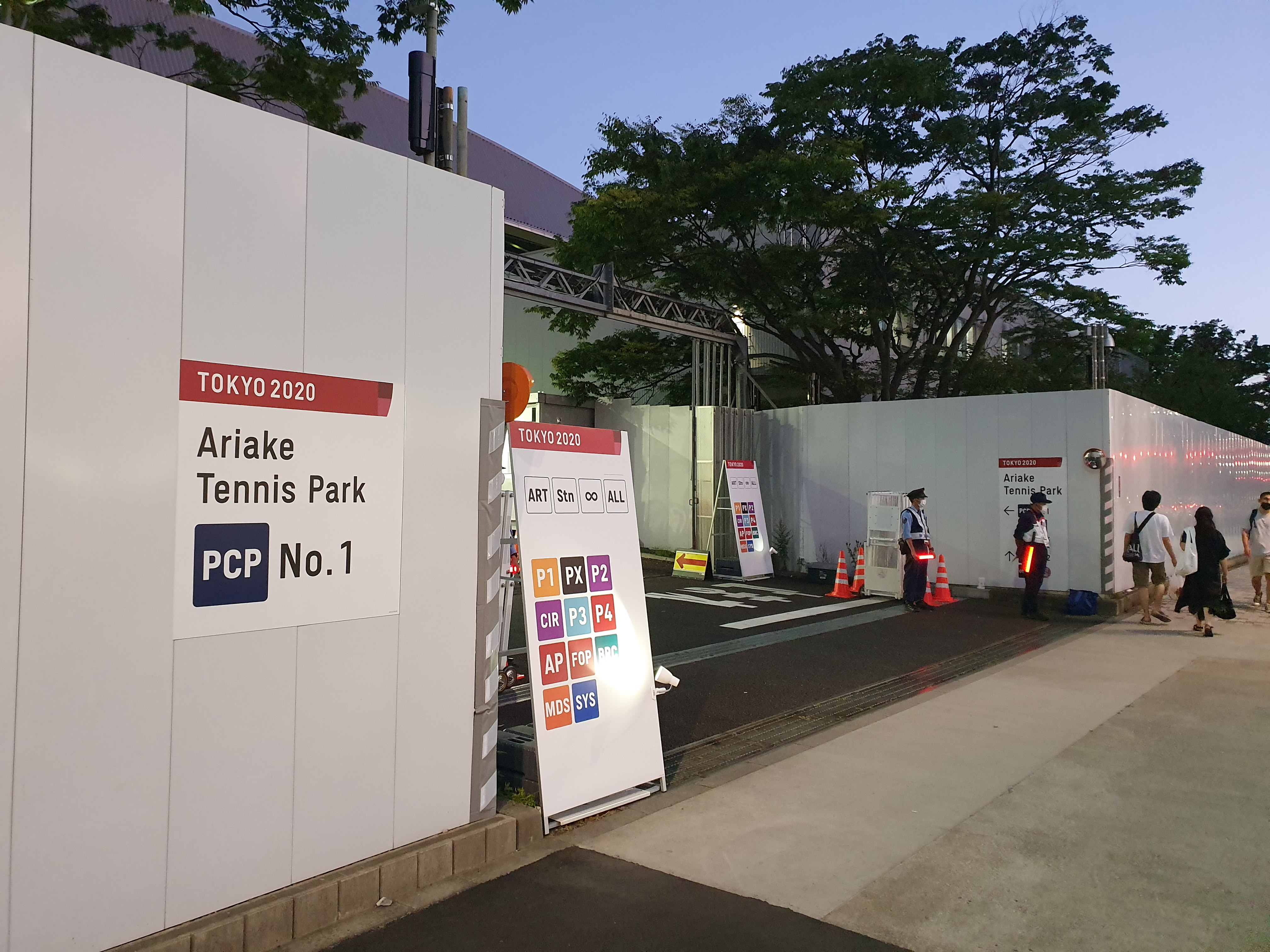
Ingången till tennisbanorna i Ariake Tennis Park.

Tennis vid olympiska sommarspelen 2020 arrangerades mellan 24 juli och 1 augusti 2021 i Ariake Coliseum i Tokyo. Totalt fem grenar fanns på programmet som är oförändrat sedan OS i London 2012.
Turneringarna skulle ursprungligen ha spelats mellan 25 juli och 2 augusti 2020 men de blev på grund av Covid-19-pandemin uppskjutna.

## Medaljsammanfattning
| Gren                    | Guld                                               | Silver                                       | Brons                                        |
| Damsingel Detaljer...   | Belinda Bencic Schweiz                             | Markéta Vondroušová Tjeckien                 | Elina Svitolina Ukraina                      |
| Damdubbel Detaljer...   | Barbora Krejčíková och Kateřina Siniaková Tjeckien | Belinda Bencic och Viktorija Golubic Schweiz | Laura Pigossi och Luisa Stefani Brasilien    |
| Herrsingel Detaljer...  | Alexander Zverev Tyskland                          | Karen Chatjanov ROC                          | Pablo Carreño Busta Spanien                  |
| Herrdubbel Detaljer...  | Nikola Mektić och Mate Pavić Kroatien              | Marin Čilić och Ivan Dodig Kroatien          | Marcus Daniell och Michael Venus Nya Zeeland |
| Mixeddubbel Detaljer... | Anastasija Pavljutjenkova och Andrej Rubljov ROC   | Jelena Vesnina och Aslan Karatsev ROC        | Ashleigh Barty och John Peers Australien     |

Denna tabell: visa • redigera

## Medaljtabell
| Pl.    | Nation      | Guld | Silver | Brons | Totalt |
| ------ | ----------- | ---- | ------ | ----- | ------ |
| 1      | ROC         | 1    | 2      | 0     | 3      |
| 2      | Kroatien    | 1    | 1      | 0     | 2      |
| 2      | Tjeckien    | 1    | 1      | 0     | 2      |
| 2      | Schweiz     | 1    | 1      | 0     | 2      |
| 5      | Tyskland    | 1    | 0      | 0     | 1      |
| 6      | Australien  | 0    | 0      | 1     | 1      |
| 6      | Brasilien   | 0    | 0      | 1     | 1      |
| 6      | Nya Zeeland | 0    | 0      | 1     | 1      |
| 6      | Spanien     | 0    | 0      | 1     | 1      |
| 6      | Ukraina     | 0    | 0      | 1     | 1      |
| Totalt | Totalt      | 5    | 5      | 5     | 15     |